# Helsing (компания)
Helsing GmbH — немецкая оборонная технологическая компания со штаб-квартирой в Мюнхене. Компания, основана в 2021 году Торстеном Райлем, Гундбертом Шерфом и Никласом Кёлером. Разрабатывает военные беспилотники, а также программное обеспечение на основе искусственного интеллекта, предназначенное для усовершенствования систем вооружения и улучшения принятия решений на поле боя.

## История
Была основана в 2021 году как компания по разработке программного обеспечения для искусственного интеллекта. Ее основателями были разработчик игр Торстен Райль, ранее работавший в Министерстве обороны Германии Гундберт Шерф и инженер по машинному обучению Никлас Кёлер.   Их программное обеспечение использует ИИ для анализа больших объемов данных датчиков и систем вооружения, предоставляя в режиме реального времени информацию о поле боя.  Позже компания  начала проектировать и производить собственные беспилотники, анонсировав беспилотники HX-2 в декабре 2024 года. Компания базируется в Мюнхене  имеет дочерние предприятия в Эстонии, Франции и Великобритании. По словам Рейла, одной из причин создания компании стала аннексия Крыма Россией в 2014 году. Компания обязуется продавать свою продукцию только демократическим правительствам.
Первоначальное финансирование компании в размере 100 миллионов евро было предоставлено основателем Spotify Дэниелом Эком в ноябре 2021 года.  Второй раунд финансирования Helsing возглавила корпорация General Catalyst,(GC) собрав 209 миллионов евро в сентябре 2023 года. GC также возглавила третий раунд с участием Saab, Accel, Lightspeed и других, собрав 450 миллионов евро, что позволило оценить Helsing примерно в 5 миллиардов евро по состоянию на июль 2024 года.
После вторжения России на Украину компания заключила партнерские соглашения с Rheinmetall  (сентябрь 2022 года) и Saab (сентябрь 2023 года) с целью интеграции искусственного интеллекта Helsing  существующие системы вооружений. 
В 2024 году компания получила контракт на создание инфраструктуры ИИ для Future Combat Air System. В том же году компания объединилась с Airbus для разработки системы искусственного интеллекта Wingman. Их искусственный интеллект интегрирован в бортовую систему истребителя Eurofighter Typhoon. Радарная система Saab JAS 39 Gripen также была модернизирована с помощью программного обеспечения Helsing. Helsing также сотрудничает с Бундесвером с целью модернизации существующих военных платформ, таких как бронетехника, путем интеграции своих технологий искусственного интеллекта.

## Продукция
Барражирующие беспилотники  HF-1 и HX-2 используют искусственный интеллект и сохраненные картографические данные для навигации и наведения без необходимости использования GPS. Информационная система Altra для разведывательно-ударных операций, интегрированное в беспилотники, может объединять потоки данных с нескольких беспилотников, чтобы охватывать более широкую область и определять цели, предоставляя операторам дополнительное время для оценки ситуации и принятия более точных решений.  Невосприимчивый к обычным средствам подавления, HF-1 использовался украинским правительством, для чего был заключен  дополнительный контракт на поставку 4000 HX-2 в сентябре 2024 года.
Беспилотники HX-2 имеют конструкцию квадрокоптера с четырьмя крыльями и роторами, расположенными в X-образной конфигурации, с максимальной скоростью 250 km/h (160 mph). Дрон может быть оснащен до 5 кг (11 фунт) боеприпасов и имеет дальность действия до 100 км (62 mi). Для управления дроном требуется один пилот, использующий специализированный ноутбук, оборудованный для военных целей.